# Neuquén (ville)
Pour les articles homonymes, voir Neuquén.
Neuquén est une ville d'Argentine et la capitale de la province de Neuquén. C'est la localité la plus importante de la Patagonie. Elle est située à l'est de la province, dans le département de Confluencia, dont elle est aussi le chef-lieu. La ville occupe une frange de territoire immédiatement antérieure au confluent du río Neuquén et du río Limay, qui sont les deux branches-mères du río Negro. Elle forme une agglomération urbaine unique avec les localités de Plottier (province de Neuquén) et de Cipolletti (province de Río Negro), dénommée Neuquén - Plottier - Cipolletti.

## Aspects historiques
Le nom de la ville provient de celui du río Neuquén, important cours d'eau de la Patagonie argentine. Neuquén est la graphie espagnole du mapudungun nvwken « impétueux ».
Carlos Bouquet Roldán, gouverneur entre 1903 et 1906 de ce qui était alors le territoire du Neuquén, proposa de transférer la capitale depuis Chos Malal vers un hameau situé sur la rive droite du río Neuquén, appelé Confluencia, car situé à la confluence avec le río Limay. Ce site était plus excentré mais constituait la principale voie de sortie pour les produits que le territoire du Neuquén commercialisait vers l'extérieur, par le chemin de fer qui reliait ce lieu à Buenos Aires. 
Pour cette raison, un décret présidentiel du 12 septembre 1904 transféra la capitale du territoire à Confluencia en rebaptisant la ville du nom de Neuquén.

## Climat

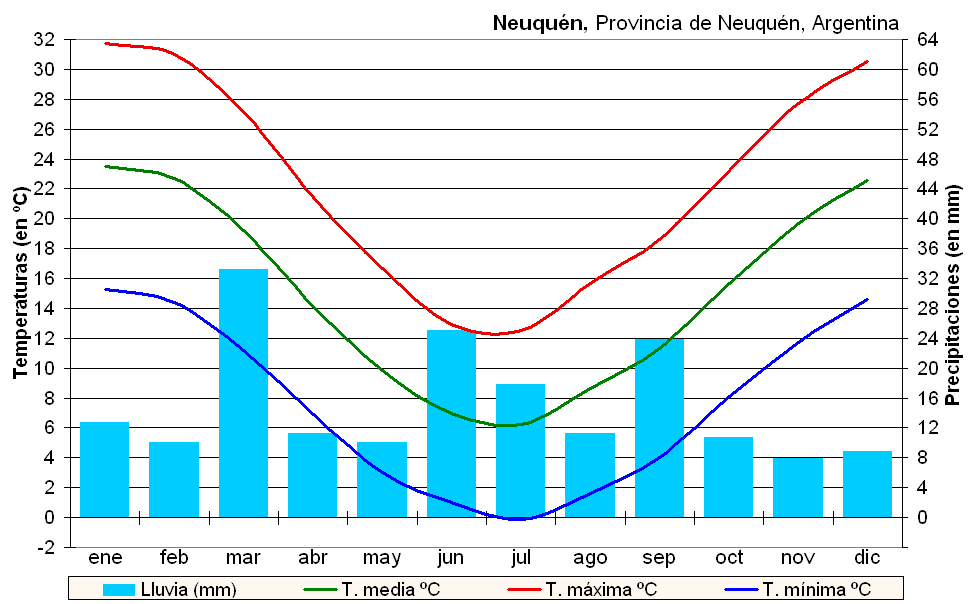
Climogramme de la ville de Neuquén (lluvia = pluie).

Le climat de Neuquén est continental et aride. Les précipitations sont rares et se concentrent en mars et dans les mois d'hiver dans l'hémisphère sud (c'est-à-dire juin-juillet-août). Les températures se caractérisent par une importante oscillation tant journalière qu'annuelle avec des étés torrides et des hivers frais, avec gelées nocturnes.

## Économie
L'utilisation des eaux abondantes des cours d'eau a permis le développement de cultures intensives dans ses environs. La zone fruticole, proche de Neuquén, produit des pommes, des poires et des raisins. Les deux premiers non seulement approvisionnent le marché national, mais s'exportent en plus vers le Brésil, les États-Unis et l'Europe. On produit aussi des jus de fruit concentrés pour ces mêmes marchés.

## Population
La ville comptait 201 868 habitants en 2001, ce qui représente un accroissement de 20,7 % comparé aux 167 296 de 1991 lors du recensement antérieur. Ces chiffres la situent comme première localité de la Patagonie, même sans inclure les habitants de Plottier et de Cipolletti. L'agglomération de Neuquén - Plottier - Cipolletti de son côté dépassait les 290 000 habitants et était la 14e agglomération d'Argentine.
En 2010, la ville comptait 231 780 habitants.

## Religion
La cathédrale de la ville est le siège du diocèse catholique de Neuquén, religion majoritaire dans la province. Le diocèse a été érigé en 1961.

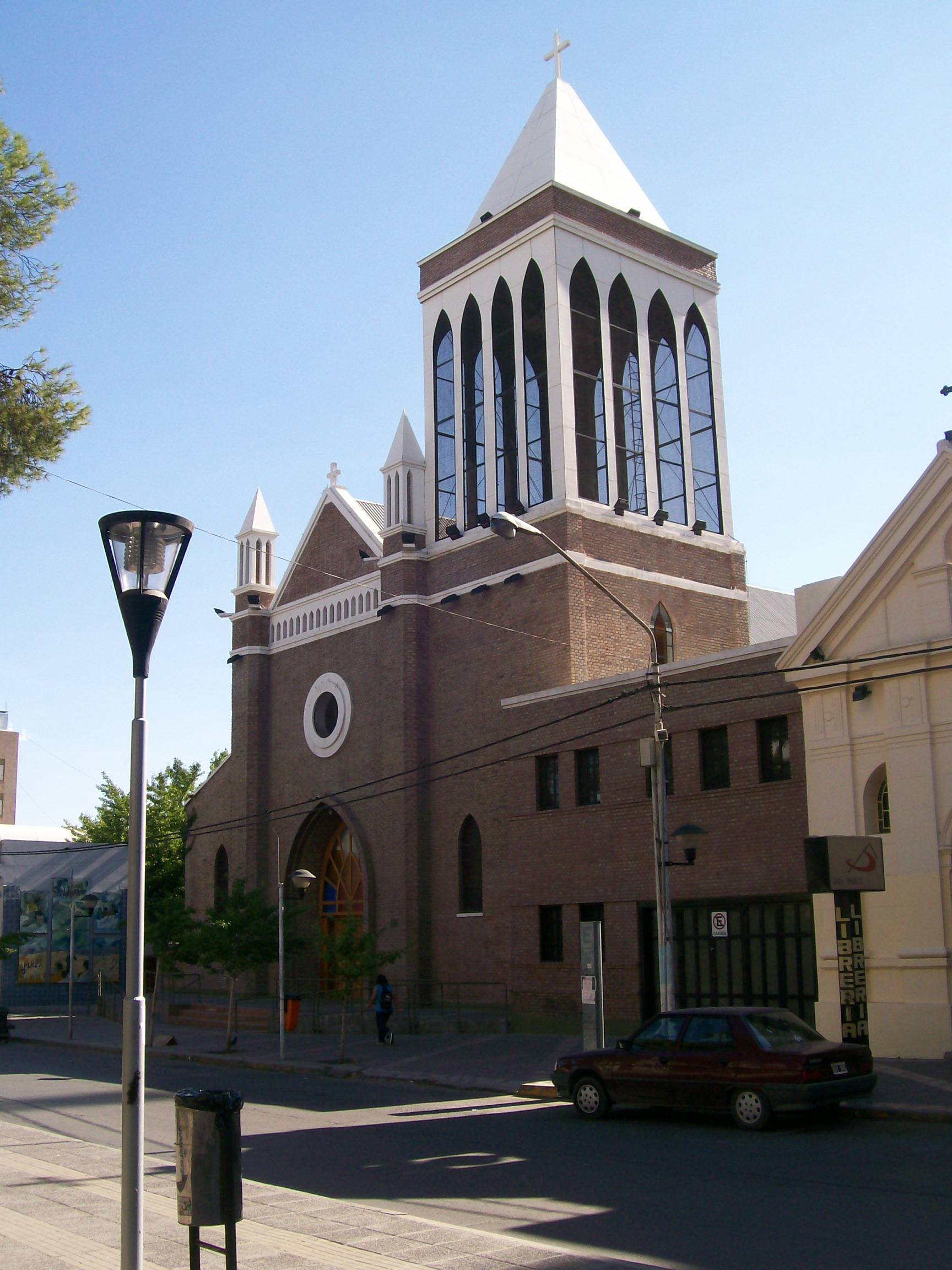
Cathédrale de Neuquén
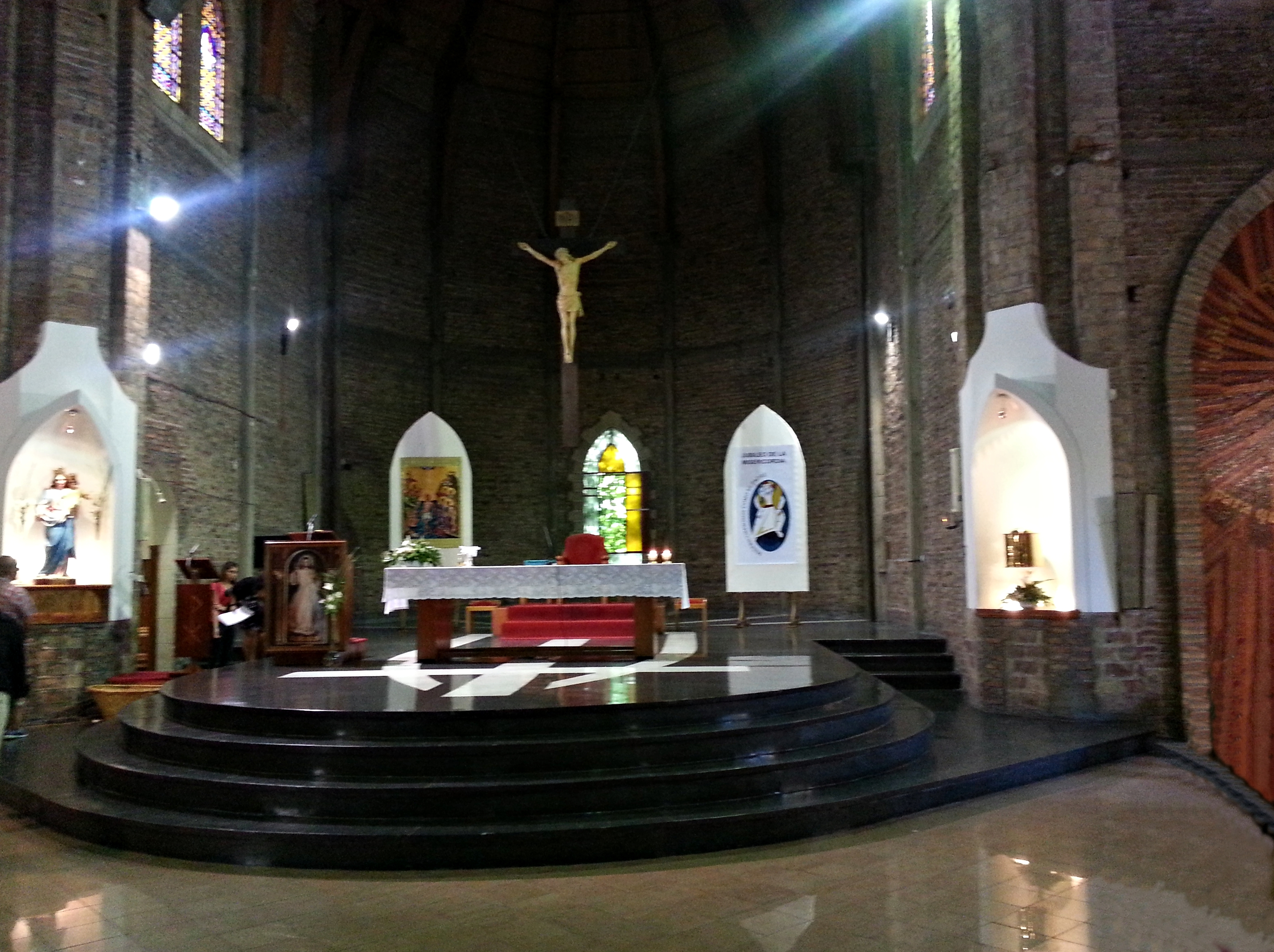
Intérieur de la cathédrale de Neuquén

## Le Grand Neuquén

Carte de l'agglomération Neuquén - Plottier - Cipolletti

| Localité   | Population (1991) | Population (2001) |
| ---------- | ----------------- | ----------------- |
| Neuquén    | 167 296           | 201 868           |
| Plottier   | 16 283            | 22 874            |
| Cipolletti | 60 224            | 66 299            |

## Illustrations

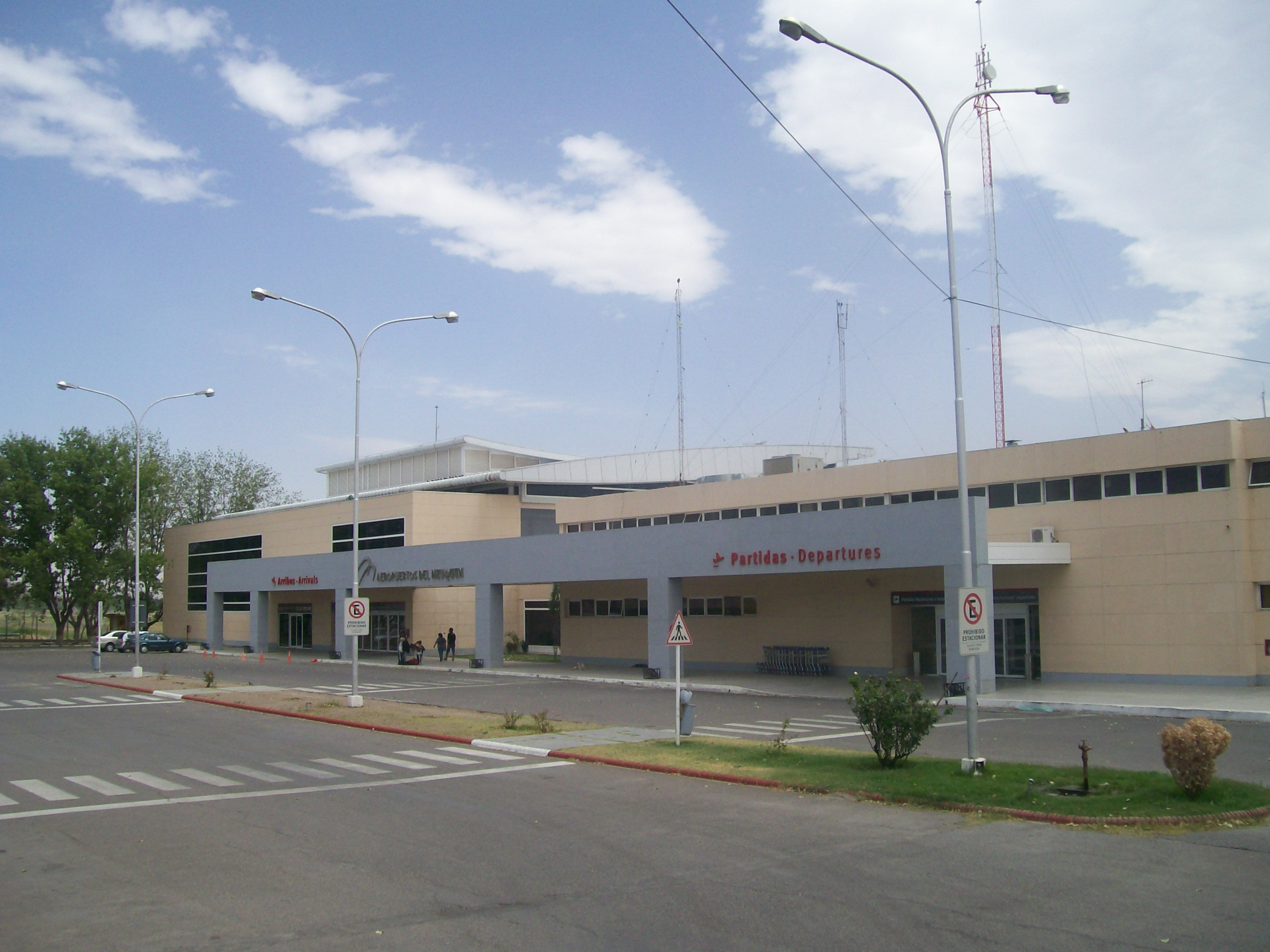
L'aéroport
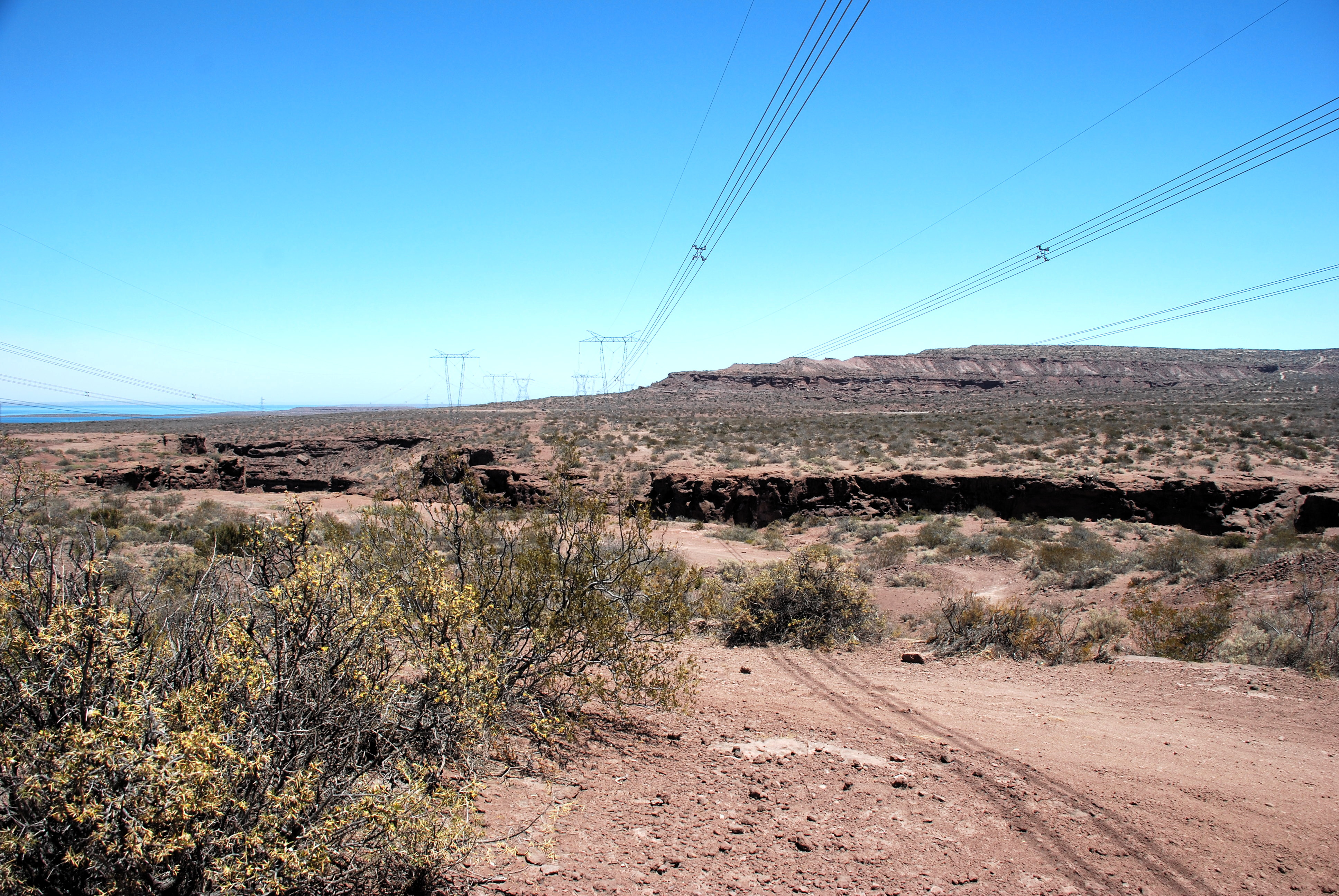
Paysage de la région, près de Villa El Chocón, a 70 km au sud-ouest de la ville.

## Personnalités liées
- José Maria Memet, poète argentino-chilien y est né en 1957
- Amalia Pica, artiste argentine y est née en 1978
- Stephanie Beatriz, actrice argentino-américaine y est née en 1981

## Jumelage
Knoxville (Tennessee) (États-Unis)
 Trévise (Italie)
 Valdivia (Chili)